# Halcampa decemtentaculata
Halcampa decemtentaculata är en havsanemonart som beskrevs av Hand 1955. Halcampa decemtentaculata ingår i släktet Halcampa och familjen Halcampidae. Inga underarter finns listade i Catalogue of Life.